# Martha Hildebrandt
Martha Luz Hildebrandt Pérez-Treviño, född 13 januari 1925 i Chiclín, La Libertad, Peru, död 8 december 2022 i Lima, var en peruansk lingvist och politiker. Martha Hildebrandt var den andra kvinnan att inneha ordförandeskapet i Peruanska kongressen (parlamentet) 1999–2000 (Martha Chávez var den första). Hildebrandt var ledamot i kongressen 1995–2001 och i en andra period 2006–2011. Hon var halvsyster till César Hildebrandt, en peruansk journalist.

## Studier
1942 studerade hon utbildning på Universidad Nacional Mayor de San Marcos. 1952 studerade hon "Beskrivande lingvistik" i Oklahoma, USA och därefter "Strukturell lingvistik" i Illinois, USA. 

## Yrkeskarriär
Från 1947 till 1953 arbetade hon vid Universidad Nacional Mayor de San Marcos som lärare. Sedan reste hon till Venezuela, där hon arbetade inom lingvistik vid justitiedepartementet i Venezuela. 1962 återvände hon till San Marcos som docent och förblev där fram till 1973. Från 1972 till 1976 var hon också generaldirektör för peruanska kulturinstitutet. 

## Lingvistik
Från 1974 till 1978 upprätthöll hon viktiga positioner i Organization of American States (OAS) och i Unesco, på området för lingvistik.